# Stapleton, Leicestershire
Stapleton är en by i civil parish Kirkby Mallory, Peckleton & Stapleton, i distriktet Hinckley and Bosworth, i grevskapet Leicestershire i England. Byn är belägen 6 km från Market Bosworth. Stapleton var en civil parish 1866–1935 när blev den en del av Peckleton. Civil parish hade 252 invånare år 1931. Byn nämndes i Domedagsboken (Domesday Book) år 1086, och kallades då Stapletone.